# Antonio Figueroa
Antonio Figueroa Marín (* 1929; † 2012), auch bekannt unter dem Spitznamen El Burro (dt. Der Esel), war ein mexikanischer Fußballspieler auf der Position eines Verteidigers.

## Laufbahn
Figueroa begann seine Laufbahn 1947 bei seinem Heimatverein Puebla FC, mit dem er in der Saison 1952/53 den mexikanischen Pokalwettbewerb gewann. 1955 wechselte er zum CD Irapuato, bei dem er bis 1964 unter Vertrag stand. 1964 kehrte er zum Puebla FC zurück, nachdem dieser nach einer finanziell bedingten Auszeit im selben Jahr in die damals noch zweitklassige Segunda División zurückgekehrt war, und spielte noch bis 1967 für die Camoteros.
In der Saison 1976/77 war Figueroa Cheftrainer des mittlerweile wieder in der höchsten Spielklasse vertretenen Puebla FC.
Figueroa starb 2012 im Alter von 82 Jahren.

## Erfolge
- Mexikanischer Pokalsieger: 1953